# Nojpetén
Nojpetén (scritto anche Noh Petén , e noto anche come Tayasal) è un sito archeologico della civiltà Maya risalente al periodo Postclassico. Il sito si trova nella regione Maya meridionale su una piccola isola del lago Petén Itzá, ora occupata dalla moderna città di Flores capoluogo del dipartimento di Petén in Guatemala. Tayasal fu una delle ultime città a mantenersi indipendenti quando gli spagnoli arrivarono nella regione, assieme a Zacpetén, Quexil, e Yalain, che vennero sottomesse nel 1697.
La città venne distrutta in parte e gli spagnoli costruirono altri edifici.
Nel 1541, Hernán Cortés arrivò sull'isola decidendo di evitare un tentativo di conquista in quanto la città era in una posizione geografica efficace per la difesa.
Gli spagnoli mossero i primi passi verso la sottomissione della città nel 1629, partendo da Corozal in Belize e dallo Yucatán. Molti Maya Itza fuggirono nella giungla e vi restarono per molti anni, ma la città rimase indipendente fino al 1697. Dopo la conquista gli spagnoli costruirono una chiesa cattolica e molte case.